# Pakistanische Cricket-Nationalmannschaft in England in der Saison 2016
Die Tour der pakistanischen Cricket-Nationalmannschaft nach England in der Saison 2016 fand vom 14. Juli bis zum 7. September 2016 statt. Die internationale Cricket-Tour war Bestandteil der Internationalen Cricket-Saison 2016 und umfasste vier Tests und fünf ODIs und ein Twenty20. England gewann die ODI-Serie 4–1, Pakistan die Twenty20-Serie 1–0 und die Test-Serie endete 2–2 unentschieden.

## Vorgeschichte
England bestritt zuvor eine Tour gegen Sri Lanka, für Pakistan war es die erste Tour der Saison. Das letzte Aufeinandertreffen der beiden Mannschaften bei einer Tour fand in der Saison 2011/12 in den Vereinigten Arabischen Emiraten statt. Aufsehen erregte die Nominierung des pakistanischen Bowler Mohammad Amir, der letztmals bei der Tour Pakistans in England 2010 einen Test bestritt und dort auf Grund von Spot Fixing für fünf Jahre gesperrt wurde. Zunächst gab es Zweifel, ob er auf Grund der anschließend verhängten Gefängnisstrafe ein Visum erhalten würde, was jedoch auf Drängen des englischen Verbandes ECB genehmigt wurde.

## Stadien
Als Austragungsorte wurden die folgenden Stadien ausgewählt und am 25. August 2015 bekanntgegeben.
| Stadion                     | Stadt       | Kapazität | Spiele          |
| --------------------------- | ----------- | --------- | --------------- |
| Edgbaston Cricket Ground    | Birmingham  | 24.803    | 3. Test         |
| Sophia Gardens              | Cardiff     | 15.643    | 5. ODI          |
| Headingley Stadium          | Leeds       | 17.000    | 4. ODI          |
| Trent Bridge                | Nottingham  | 15.350    | 3. ODI          |
| The Oval                    | London      | 23.500    | 4. Test         |
| Lord’s Cricket Ground       | London      | 30.000    | 1. Test; 2. ODI |
| Old Trafford Cricket Ground | Manchester  | 19.000    | 2. Test; 1. T20 |
| Rose Bowl                   | Southampton | 6.500     | 1. ODI          |

## Kaderlisten
Pakistan benannte seinen Test-Kader am 5. Juni, seinen ODI-Kader am 9. August und seinen Twenty20-Kader am 1. September 2016.
England benannte seinen Test-Kader am 7. Juli, seinen ODI-Kader am 22. August und seinen Twenty20-Kader am 31. August 2016.
| Test | Test | ODI | ODI | Twenty20 | Twenty20 |
| England | Pakistan | England | Pakistan | England | Pakistan |
| --- | --- | --- | --- | --- | --- |
| - Alastair Cook (K) - Joe Root (VK) - Moeen Ali - James Anderson - Jonny Bairstow (wk) - Jake Ball - Gary Ballance - Stuart Broad - Steven Finn - Alex Hales - Adil Rashid - Toby Roland-Jones - Ben Stokes - James Vince - Chris Woakes | - Misbah-ul-Haq (K) - Asad Shafiq - Azhar Ali - Iftikhar Ahmed - Imran Khan - Mohammad Amir - Mohammad Hafeez - Mohammad Rizwan (wk) - Rahat Ali - Sami Aslam - Sarfraz Ahmed (wk) - Shan Masood - Sohail Khan - Wahab Riaz - Yasir Shah - Younis Khan - Zulfiqar Babar | - Eoin Morgan (K) - Jason Roy (VK) - Moeen Ali - Jonny Bairstow - Jake Ball - Jos Buttler (wk) - Liam Dawson - Chris Jordan - Alex Hales - Liam Plunkett - Adil Rashid - Joe Root - Ben Stokes - David Willey - Chris Woakes - Mark Wood | - Azhar Ali (K) - Babar Azam - Hasan Ali - Imad Wasim - Mohammad Amir - Mohammad Hafeez - Mohammad Nawaz - Mohammad Rizwan (wk) - Sami Aslam - Sarfraz Ahmed - Sharjeel Khan - Shoaib Malik - Umar Gul - Wahab Riaz - Yasir Shah | - Eoin Morgan (K) - Jason Roy (VK) - Moeen Ali - Sam Billings - Jos Buttler (wk) - Chris Jordan - Alex Hales - Tymal Mills - Liam Plunkett - Adil Rashid - Joe Root - Ben Stokes - David Willey - Mark Wood | - Sarfraz Ahmed (K, wk) - Amad Butt - Babar Azam - Hasan Ali - Imad Wasim - Khalid Latif - Mohammad Amir - Mohammad Irfan - Mohammad Nawaz - Mohammad Rizwan - Sharjeel Khan - Shoaib Malik - Sohail Tanvir - Wahab Riaz |

## Tour Matches
| 3. – 5. Juli Scorecard | Taunton | Pakistanis 359-8d (100) & 236-4d (59.4) | – | Somerset 128 (34.1) & 258-8 (73) |
|                        |         | Remis                                   |   |                                  |

| 8. – 10. Juli Scorecard | Hove | Pakistanis 363-5d (99) & 71-1 (24) | – | Sussex 291-5d (63.5) |
|                         |      | Remis                              |   |                      |

| 29. – 30. Juli Scorecard | Worcester | Pakistanis 261-3d (80) | – | Worcestershire 260-6 (76) |
|                          |           | Remis                  |   |                           |

### ODIs in Irland
| 18. August Scorecard | Dublin | Pakistan 337-6 (47/47)        | – | Irland 82 (23.4/47) |
|                      |        | Pakistan gewinnt mit 255 Runs |   |                     |

| 20. August Scorecard | Dublin | Irland         | – | Pakistan |
|                      |        | Spiel abgesagt |   |          |

## Tests

### Erster Test in London
| 14. – 17. Juli Scorecard | London (Lord’s) | Pakistan 339 (99.2) & 215 (79.1) | – | England 272 (79.1) & 207 (75.5) |
|                          |                 | Pakistan gewinnt mit 75 Runs     |   |                                 |

### Zweiter Test in Manchester
| 22. – 25. Juli Scorecard | Manchester | England 589-8d (152.2) & 173-1d (30) | – | Pakistan 198 (63.4) & 234 (70.3) |
|                          |            | England gewinnt mit 330 Runs         |   |                                  |

Nach dem ersten Innings hatte England einen Vorsprung von 391 Runs, der englische Kapitän Alastair Cook forderte jedoch kein Follow-On. Es war der fünfthöchste Vorsprung in der Geschichte des Test-Cricket, bei dem kein Follow-On eingefordert wurde. Der Vorsprung von 330 Runs war der vierthöchste Sieg nach Runs für England in der Test-Historie und gleichzeitig die vierthöchste Niederlage Pakistans.

### Dritter Test in Birmingham
| 3. – 7. August Scorecard | Birmingham | England 297 (86) & 445-6d (129) | – | Pakistan 400 (136) & 201 (70.5) |
|                          |            | England gewinnt mit 141 Runs    |   |                                 |

### Vierter Test in London
| 11. – 14. August Scorecard | London (The Oval) | England 328 (76.4) & 253 (79.2) | – | Pakistan 542 (146) & 42-0 (13.1) |
|                            |                   | Pakistan gewinnt mit 10 Wickets |   |                                  |

Pakistan wurde auf Grund von zu langsamer Spielweise mit einer Geldstrafe belegt.

## One-Day Internationals

### Erstes ODI in Southampton
| 24. August Scorecard | Southampton | Pakistan 260-6 (50)                      | – | England 194-3 (34.3) |
|                      |             | England gewinnt mit 44 Runs (D/L method) |   |                      |

### Zweites ODI in London
| 27. August Scorecard | London (Lord’s) | Pakistan 251 (49.5)           | – | England 255-6 (47.3) |
|                      |                 | England gewinnt mit 4 Wickets |   |                      |

### Drittes ODI in Nottingham
| 30. August Scorecard | Nottingham | England 444-3 (50)           | – | Pakistan 275 (42.4) |
|                      |            | England gewinnt mit 169 Runs |   |                     |

England gelang in diesem Spiel ein Weltrekord der meisten erzielten Runs in einem ODI-Innings, ein Rekord, der bisher von Sri Lanka gehalten wurde. Die in diesem ODI erzielten 171 Runs von Alex Hales sind die meisten Runs, die ein englischer Spieler in einem ODI bisher erreicht hat.

### Viertes ODI in Leeds
| 1. September Scorecard | Leeds | Pakistan 247-8 (50)           | – | England 252-6 (48) |
|                        |       | England gewinnt mit 4 Wickets |   |                    |

### Fünftes ODI in Cardiff
| 4. September Scorecard | Cardiff | England 302-9 (50)             | – | Pakistan 304-6 (48.2) |
|                        |         | Pakistan gewinnt mit 4 Wickets |   |                       |

## Twenty20 International in Manchester
| 7. September Scorecard | Manchester | England 135-7 (20)             | – | Pakistan 139-1 (14.5) |
|                        |            | Pakistan gewinnt mit 9 Wickets |   |                       |